# Rudolf von Winterfeldt
Rudolf Friedrich Detlof Vivigenz von Winterfeldt (* 22. März 1829 in Breslau; † 23. Juli 1894 in Ostende) war ein preußischer General der Infanterie, langjähriger Adjutant des Prinzen Alexander von Preußen und Schatzmeister des Johanniterordens.

## Leben

### Herkunft
Rudolf war ein Sohn des preußischen Obertribunalrats, Gutsherrn und Musikwissenschaftlers Carl Georg Vivigens von Winterfeld (1784–1852) und dessen Ehefrau Wilhelmine, geborene von Thümen (1789–1845).

### Militärlaufbahn
Nach dem Besuch des Friedrich-Wilhelms-Gymnasiums und der Universität in Berlin trat Winterfeldt am 1. April 1849 in das 2. Garde-Regiment zu Fuß der Preußischen Armee ein. Bis Mitte September 1850 avancierte er zum Sekondeleutnant und war ab Mitte November 1855 als Adjutant des I. Bataillons beim 2. Garde-Landwehr-Regiment kommandiert. Daran schloss sich vom 5. März 1859 bis zum 2. Februar 1861 eine Kommandierung zur Dienstleistung beim Prinzen Alexander von Preußen an, dem Winterfeldt zeitlebens verbunden bleiben sollte. Bis Anfang Dezember 1861 stieg er zum Hauptmann und Kompaniechef auf, wurde am 15. August 1864 erneut zum Prinzen Alexander von Preußen kommandiert und am 1. Oktober 1864 zu dessen persönlichen Adjutanten ernannt. In dieser Eigenschaft nahm Winterfeldt 1866 während des Krieges gegen Österreich an der Schlacht bei Königgrätz teil und erhielt dafür den Roten Adlerorden IV. Klasse mit Schwertern.
Nach dem Krieg wurde Winterfeldt am 24. Dezember 1866 zum Major befördert. Für die Dauer der Mobilmachung anlässlich des Krieges gegen Frankreich war er 1870/71 Kommandant des Hauptquartiers des Oberkommandos der 3. Armee und nahm an den Schlachten bei Wörth und Sedan sowie der Belagerung von Paris teil. Ausgezeichnet mit dem Eisernen Kreuz II. Klasse kehrte Winterfeldt nach dem Frieden von Frankfurt Ende Mai 1871 in sein Verhältnis als persönlicher Adjutant des Prinzen Alexander von Preußen zurück. Er avancierte bis zum 24. Dezember 1889 zum charakterisierten General der Infanterie mit dem Diensttitel „General à la suite des Prinzen Alexander von Preußen“. Für sein Wirken wurde er mit dem Roten Adlerorden I. Klasse mit Eichenlaub und Schwertern am Ringe I. Klasse und dem Kronen-Orden I. Klasse ausgezeichnet.
Winterfeldt war Rechtsritter des Johanniterordens und wirkte als Schatzmeister des Ordens. Nach seinem Tod wurde er am 26. Juli 1894 auf dem Berliner Invalidenfriedhof beigesetzt.

### Familie
Winterfeldt verheiratete sich am 22. September 1859 in la Faraz bei Vevey mit Pauline von Roeder (1842–1914). Nach seinem Tod heiratete sie am 14. Mai 1897 in Berlin den deutschen Botschafter am kaiserlichen Hof in Sankt Petersburg Friedrich Johann von Alvensleben (1836–1913).
Aus der Ehe gingen folgende Kinder hervor:
- Hans (1862–1931), preußischer Generalleutnant ⚭ 1898 Karoline von Bohlen und Halbach (* 1872), Schwester von Gustav Krupp v. Bohlen und Halbach
- Margarete (1864–1873)
- Detlof (1867–1940), preußischer Generalmajor ⚭ 1896 Marianne Freiin von Rotenhan (1873–1940)
- Sigismund (1869–1910), preußischer Offizier, Kunstmaler und Ehrenritter des Johanniterordens